# Castillo de Jadraque
El castillo del Cid o de Jadraque es una fortaleza española situada en el término municipal de Jadraque (Guadalajara). Desde su altura vigila una extensa zona de la vega del río Henares, con las sierras del norte de Guadalajara al fondo.

## Historia
Aunque vulgarmente reciba el elocuente nombre de Castillo del Cid, este caballero castellano nunca estuvo ligado directamente a él. Su apelativo se debe a que en él vivió el primer conde del Cid, Rodrigo Díaz de Vivar y Mendoza.
Con unos antecedentes prehistóricos, durante la Alta Edad Media, en época andalusí, fue una posición defensiva de la que restan escasos vestigios; al igual que de los pertenecientes a los posteriores siglos plenomedievales.
En el año 1469 el cardenal Pedro González de Mendoza intercambió con su pariente, el arzobispo de Toledo Alfonso Carrillo de Acuña, el castillo de Maqueda por el de Jadraque. Pedro González de Mendoza era entonces obispo de Sigüenza, y miembro del linaje Mendoza; una de las familias nobiliarias que más se distinguieron por su protección a las artes durante el Renacimiento.
El actual castillo de Jadraque es casi íntegramente obra del último tercio del siglo xv, es decir, del último grupo de castillos-palacio medievales, ya en vías de desaparición en esta época. Su reforma en el siglo xv se debió al maestro de obras Alberto de Caravajal, ayudado por canteros del Norte de España. Este maestro de obras también dirigió la reforma del castillo de Puebla de Almenara (Cuenca). Es probable que las trazas de la reforma fueran dadas por el arquitecto Juan Guas, aunque su intervención no está documentada. La obra de reforma afectó en gran manera a casi todo lo que allí hubo con anterioridad, pues incluso se llegó a rebajar el terreno natural del cerro. Solo la que fue una gran torre pentagonal en proa fue aprovechada en la obra del nuevo castillo bajomedieval (probablemente hacia mediados del siglo XX casi toda esta torre fue desmontada para así servir de cantera).
No duró mucho tiempo la etapa de esplendor del castillo. Muerto Rodrigo Díaz de Vivar y Mendoza, marqués del Cenete y conde del Cid, su única hija se casó, con el duque del Infantado y, por lo tanto, quedó incluido en el patrimonio de la rama mayor de los Mendoza, que fueron abandonándolo a su suerte. La guerra de Sucesión reactivó su valor como fortaleza, desapareciendo para siempre su carácter señorial. Ya en el siglo xix, pasó a ser propiedad, de los duques de Osuna.
En 1899, el ayuntamiento de Jadraque, lo compró por 305 pts. cuando, arruinada la Casa Infantado-Osuna, sus bienes fueron subastados. Desde fines del siglo xx, se vienen realizando en él obras de rehabilitación.

## Descripción

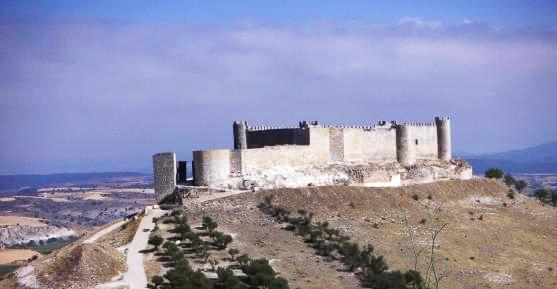
Otra vista general del castillo

El castillo forma un enorme rectángulo, de unos 70 x 18 m de planta, incrementada hacia el sur, por un patio de armas, con lo que su longitud total se acerca a los 100 m. Ninguna de sus torres sobrepasa actualmente la rasante general de sus muros. Algunos autores han apuntado erróneamente, que el castillo no contaba con torre del Homenaje. Sin embargo, las fotografías aéreas históricas y las recientes excavaciones arqueológicas (dirigidas por Manuel Retuerce Velasco y Germán Prieto), han permitido sacar a la luz la existencia de esa torre principal, que podría ser en origen de planta cuadrada y que en época posterior (indeterminada), se le añadió una proa. De todas maneras, la torre pudo reformarse o ampliarse a finales del siglo XV, ya que no debemos olvidar su marcado carácter simbólico y la necesidad de dotar a la fortaleza de Jadraque, de la nueva imagen del recién creado señorío del Condado del Cid.
Exteriormente, el castillo tiene cuatro torreones circulares y uno rectangular alamborado. Solo la esquina del sudeste carece de torre de ángulo. Todo el rectángulo, está rodeado por una barrera pétrea que se adapta a las necesidades del terreno y a la forma del recinto interior. Esta adaptación de la barrera, muy frecuente en la fortificación bajomedieval castellana, ha inducido a algunos investigadores a suponer la intervención de Juan Guas, aunque no es un dato determinante.
Todas estas características, así como las terrazas con las que se coronan el adarve, los torreones y la zona residencial que existió en la parte más septentrional, coinciden con la corriente italianizante de la época renacentista, sin perder la majestuosidad de castillo de la Meseta.